# Presto (музыка)
«Прэсто» (от итал. presto — быстро) — термин в музыке, характеризующий особо быстрое исполнение музыкального произведения либо его отрывка. В России часто заменяется термином «очень быстро». Следующий, значительно менее быстрый музыкальный темп — это allegro, затем (в порядке убывания) — moderato, andante, largo.
В отличие от задорного настроения темпа аллегро, престо, как правило, обещает звучать дерзко и даже агрессивно, а сложность партий зачастую требует виртуозного уровня владения музыкальным инструментом.
Престо обрело широкое распространение в хэви-метале и его поджанрах.